# ハリー・ソルター
ハリー・ソルター（Harry Solter, 1873年11月19日 - 1920年3月2日）は、アメリカ合衆国の映画監督、脚本家、俳優である。本名ハリー・ルイス・ソルター（Harry Lewis Solter）、クレジットにはハリー・L・ソルター（Harry L. Solter）、H・L・ソルター（H. L. Solter）とされることもあった。

## 生涯
1873年（明治6年）11月19日、アメリカ合衆国のメリーランド州ボルチモアに生まれる。
1908年（明治41年）、アメリカン・ミュートスコープ・アンド・バイオグラフ（バイオグラフ・スタジオ）に俳優として入社、ウォーレス・マッカッチョン監督の短篇映画 A Famous Escape に主演してD・W・グリフィスと共演し、同年グリフィスが監督した Balked at the Altar 等に出演する。同年8月30日、フローレンス・ローレンスと結婚する。1909年（明治42年）には Love's Stratagem を監督して監督業にも進出する。
1912年（明治45年）、妻とともに独立し、ニュージャージー州フォートリーにヴィクター・スタジオを設立、短篇映画を量産し、妻を主演とした映画を監督する。翌1913年（大正2年）には同社をカール・レムリに売却し、レムリが数社を結集して設立した新会社・ユニヴァーサル・フィルム・マニュファクチュアリング・カンパニー（現在のユニバーサル・ピクチャーズ）に妻ともども入社、引き続きヴィクター・スタジオで妻の主演作を量産する。同年、俳優業から引退し、監督業に専念する。
1917年（大正6年） - 1918年（大正7年）、同社の子会社・ブルーバード映画で『谷間の百合』、『力』、『磯打つ波』を監督、いずれも日本でも公開された。
1920年（大正9年）3月2日、テキサス州エルパソで脳梗塞により死去した。満46歳没。生誕の地・ボルチモアのボルチモア墓地に眠る。

## おもなフィルモグラフィ
特筆のないものは監督作である。
- A Famous Escape : 監督ウォーレス・マッカッチョン、1908年 - 出演
- Balked at the Altar : 監督D・W・グリフィス、1908年 - 出演
- Romance of a Jewess : 監督D・W・グリフィス、主演フローレンス・ローレンス、1908年 - 出演
- The Taming of the Shrew : 監督D・W・グリフィス、主演フローレンス・ローレンス、1908年 - 脚本・出演
- After Many Years : 監督D・W・グリフィス、主演チャールズ・インズリー、1908年 - 出演
- Money Mad : 監督D・W・グリフィス、主演チャールズ・インズリー、1908年 - 出演
- At the Altar : 監督D・W・グリフィス、主演マリオン・レナード、1909年 - 出演
- A Drunkard's Reformation : 監督D・W・グリフィス、主演アーサー・V・ジョンソン、1909年 - 出演
- Love's Stratagem : 主演ウィリアム・V・レイナス、1909年 - 監督（監督デビュー）
- 『ロッキー・ロード』 The Rocky Road : 監督D・W・グリフィス、主演フランク・パウエル、1910年 - 出演
- All the World's a Stage : 主演フローレンス・ローレンス、1910年
- The Spender : 主演フローレンス・ローレンス、1913年
- His Wife's Child : 主演フローレンス・ローレンス、1913年
- The Coryphee : 主演フローレンス・ローレンス、1914年
- The Romance of a Photograph : 主演フローレンス・ローレンス、1914年
- The False Bride : 主演フローレンス・ローレンス、1914年
- The Law's Decree : 主演フローレンス・ローレンス、1914年
- The Stepmother : 主演フローレンス・ローレンス、1914年
- The Honeymooners : 主演フローレンス・ローレンス、1914年
- Diplomatic Flo : 主演フローレンス・ローレンス、1914年
- The Little Mail Carrier : 主演フローレンス・ローレンス、1914年
- The Pawns of Destiny : 主演フローレンス・ローレンス、1914年 - 監督・脚本
- The Bribe : 主演フローレンス・ローレンス、1914年
- A Disenchantment : 主演フローレンス・ローレンス、1914年
- The Doctor's Testimony : 主演フローレンス・ローレンス、1914年
- A Singular Cynic : 主演フローレンス・ローレンス、1914年
- Her Ragged Knight : 主演フローレンス・ローレンス、1914年
- The Mad Man's Ward : 主演フローレンス・ローレンス、1914年
- The Honor of the Humble : 主演フローレンス・ローレンス、1914年
- Counterfeiters : 主演フローレンス・ローレンス、1914年
- A Mysterious Mystery : 主演フローレンス・ローレンス、1914年
- The Woman Who Won : 主演フローレンス・ローレンス、1914年

- Blind Man's Bluff : 主演マット・ムーア、1916年 - 監督・脚本
- Face on the Screen : 主演フローレンス・ローレンス、1917年
- 『谷間の百合』 The Spotted Lily : 主演エラ・ホール、1917年
- 『力』 The Lash of Power : 主演ケネス・ハーラン、1917年
- 『磯打つ波』 The Wife He Bought : 主演カーメル・マイヤーズ、1918年
- 『地獄のドン底』（別題『賢い牝鳥』） The Sage Hen : 監督エドガー・ルイス、主演グラディス・ブロックウェル、1921年 - 原作（没後の製作・公開）

## 関連事項
- バイオグラフ・スタジオ （en:Biograph Studios）
- ヴィクター・スタジオ （en:Victor Studios）
- インディペンデント・ムーヴィング・ピクチャーズ （en:Independent Moving Pictures）

## 註
1. 1 2 3 4 5 6 7 8 9 10  Harry Solter, Internet Movie Database （英語）, 2010年4月28日閲覧。
2. ↑  『ブルーバード映画の記録』 : 製作・著・発行山中十志雄・塚田嘉信、1984年4月、p.60-63.
3. ↑  Harry Solter, Find A Grave （英語）, 2010年4月28日閲覧。